# Joan Murray
Joan Murray (ur. 6 sierpnia 1945 w Nowym Jorku) – poetka amerykańska. 
Pisała wiersze i eseje do The Atlantic Monthly, Harper's, The Nation, The New York Times, The Paris Review, Poetry, The Sun i The Village Voice. Wydała między innymi The Same Water (1990), Queen of the Mist (1999), Looking for the Parade (1999), Dancing on the Edge (2002) i Swimming for the Ark: New & Selected Poems 1990-2015. Poemat Queen of the Mist, klasyfikowany jako powieść wierszem, opowiada o Annie Edson Taylor, która jako pierwsza osoba przebyła w beczce wodospad Niagara. Joan Murray pisze wierszem wolnym.